# توم ويليس
توم ويليس (بالإنجليزية: Tom Willis)‏ (4 نوفمبر 1983 في أستراليا - ) هو لاعب كرة قدم أسترالي في مركز حراسة المرمى. شارك مع منتخب أستراليا تحت 20 سنة لكرة القدم. أما مع النوادي، فقد لعب مع نادي بريزبان رور ونيوكاسل يونايتد جتس وBrisbane City FC ‏ وManly United FC ‏.

## وصلات خارجية
- توم ويليس على موقع قاعدة بيانات كرة القدم.إي يو (الإنجليزية)
- توم ويليس على موقع عالم كرة القدم.نت (الإنجليزية)